# Heterospilus hansoni
Heterospilus hansoni – gatunek błonkówki z rodziny męczelkowatych i podrodziny Doryctinae.
Ciało długości od 3 do 4 mm, ciemnobrązowe. Głowa z poprzecznie żeberkowanymi ciemieniem i czołem oraz pomarszczoną twarzą. Czułki brązowe z żółtym trzonkiem. Tułów brązowy z granulowanymi płatami śródtarczki i gładkim lub bardzo delikatnie granulowanym mezopleuronem. Odnóża żółte. Pozatułów z przodu gładki lub delikatnie ziarenkowany, zaś bocznie, nad tylnymi biodrami pomarszczony. Pierwsze tergum metasomy u wierzchołka węższe niż dłuższe, drugie tergum z prostym przednim rowkiem poprzecznym, a terga od IV do VII gładkie. Pokładełko dłuższe od metasomy.
Gatunek znany wyłącznie z Kostaryki.